# Inmarsat-5 F3
Inmarsat-5 F3 ist ein kommerzieller Kommunikationssatellit der britischen Inmarsat. Der Satellit ist ein Bestandteil des Global Xpress (GX) System der Firma. Er ist der dritte einer Serie von vier Satelliten (inklusive eines Reservesatelliten), mit denen Inmarsat eine weltweite Abdeckung der angebotenen Dienste erreichen möchte.
Er wurde am 28. August 2015 mit einer Proton-M-Trägerrakete vom Kosmodrom Baikonur in eine geostationäre Umlaufbahn gebracht.
Der dreiachsenstabilisierte Satellit ist mit 89 Ka-Band Transpondern ausgerüstet und soll von der Position/Inklination 179,6° Ost aus den Pazifischen Ozean mit Telekommunikationsdienstleistungen versorgen. Pro Satellit sind zusätzlich sechs als High Capacity Payload (HCP) bezeichnete und unabhängig voneinander ansteuerbare und hinsichtlich ihrer Ausrichtung änderbare Ausleuchtzonen möglich. Jede dieser Ausleuchtzonen kann dabei von 130 Watt starken Wanderfeldröhren in der Kommunikationsnutzlast versorgt werden. Für die Lageregelung kommen mit Xenon arbeitende Ionentriebwerke XIPS zum Einsatz. Für Lageregelung und Bahnerhalt verfügt der Satellit zusätzlich über vier axiale chemische Triebwerke mit einem Schub von 22 Newton und vier radiale Triebwerke mit einem Schub von 10 Newton. Der Satellit wurde auf Basis des Satellitenbus Boeing 702HP der Boeing gebaut und besitzt eine geplante Lebensdauer von 15 Jahren.